# 木村正裕
木村 正裕（きむら まさひろ、1961年1月22日 - ）は、駐日フィンランド大使館の上席商務官、クリスマスカードを中心とするクリスマスグッズの収集家、クリスマス文化研究家、切手収集家。フィンランド獅子ナイト勲章の受勲者。

## 人物
動物生理学専攻。民間会社勤務時は診断薬開発のための基礎研究にたずさわり、尿中IL-6の測定法の開発、抗酸化能の測定系の発明を行う。
その後、1999年に駐日フィンランド大使館に商務官（医療福祉・バイオテクノロジー産業担当官）として着任。その後、上席商務官に就任。2001年にフィンランド健康福祉センター顧問、2002年にフィンランド健康福祉教育プログラム駐日代表に併任される。2004年からフィンランド貿易局健康福祉産業東アジア統括官として、日本およびアジア地域におけるフィンランド高齢者福祉コンセプトの普及啓蒙に努める。

## 業績
フィンランド健康福祉センタープロジェクト（FWBCプロジェクト）においては、最初の仙台FWBCプロジェクトでフィンランド側プロジェクトマネージャーを務めた。また第2、第3のプロジェクト（阿賀野FWBCプロジェクト、西条FWBCプロジェクト）においてフィンランド側選任コーディネーターを務めるなど、一連のフィンランド健康福祉センター（東京事務所代表・石見茂夫）関連の活動の中心人物として活動を繰り広げている。
それらに関連して、最近では健康、福祉、介護、環境をキーワードとする地域活性化に関するフィンランドの取り組みを日本に紹介している。現在、仙台市フィンランド健康福祉センター専門委員、仙台フィンランド協会相談役、阿賀野市フィンランドプロジェクト推進会議委員、地域活性化学会会員。フィンランド・プロモーションの一環としてムーミンに関する講演・トークショーなどのほか、フィンランドの介護、産業振興に関する啓蒙活動のため国内外で講演、原稿多数。 
なお、フィンランドの主要経済誌Kauppalehtiの取材、月間モエの記事などにより、日本で発行されたムーミン切手（2015年、2018年）の立役者であることが知られている。 
FWBCプロジェクト、その他の貿易振興プロジェクトの成功によるフィンランド共和国への貢献が認められ、2020年12月にフィンランド共和国大統領よりフィンランド獅子ナイト勲章を受勲し、ナイトの称号を授かる。

## 収集・その他の活動
フィンランドを中心とする海外のクリスマスカードの収集家として知られ、郵便事業株式会社（日本郵便）が発行した冊子「海外に送るクリスマスカードのつくり方&おくり方 2008-2009年度版（総64頁）」において監修・制作協力を行った。著書に「クリスマスの世界」切手の博物館発行。そのほか、クリスマス関連のTV番組への出演、監修の他、世界のクリスマス文化を紹介するナビゲーターとして講演活動やトークショー、クリスマスマーケットのコーディネートなどをおこなっている。またフィンランド・ロヴァニエミ市が日本で行っているトントゥ（クリスマスの妖精）検定の問題監修を担当した。郵便関係のものを収集する郵趣家の団体日本郵趣協会に所属し、協会の各種委員会の委員を務めるなど、切手収集の普及にも努めている。
本人の収集は仮面切手、クリスマス切手、ベルギー領コンゴ、フィンランド切手など。仮面とその芸能の研究も趣味とする。
公益財団法人日本郵趣協会終身維持会員。元日本郵趣協会評議員。2021年～2023年JAPEX全国切手展実行委員長。切手の博物館企画展示委員。日本仮面研究会会員。Martta Wendelin協会 (Martta Wendelin Seura ry) 会員。